# Georges Dunbar (10e comte de March)
George Ier Dunbar (né vers 1338 et mort en 1420) est un noble écossais qui fut le 10e comte de Dunbar et de March de 1368 à 1420.

## Origine
Georges I Dunbar est le fils de Sir Patrick Dunbar († 1357) et de son épouse, Isabelle Randolph, fille cadette de Thomas Randolph 1er comte de Moray. Le 25 juillet 1368 il devient comte de Dunbar ou de March par nomination du roi David II d'Écosse, entre les mains duquel son grand-oncle paternel, Patrick V Dunbar, le 9e comte a résigné ce qui n'est qu'un unique comté  dont les titres sont portés de façon interchangeables depuis la fin du XIIIe siècle

## Seigneur des Marches
L'héritage paternel de Georges comprend de vastes domaines dans l'est des Scottish Borders, avec celui de 
sa mère cohéritière des  Randolph comte de Moray, il hérite d'autres territoires incluant la seigneurie 
d'Annandale, qui fait aussi de lui aussi une figure importante des marches frontières de l'ouest. De plus il hérite également des prétentions au contrôle de l'Île de Man qu'il prend au sérieux, en y effectuant des donations de domaines vers 1372. L'influence régionale du comte de March est contrecarrée par le contrôle anglais de large régions du sud de l'Écosse, notamment dans le Berwickshire et dans l'Annandale, et ses efforts d'y accroitre les possessions de son  héritage par son habileté militaire est l'objectif initial de son action..
Il obtient des succès significatifs au début de la décennie 1370 en rétablissant le écossais sur le Berwickshire; à l'exception de la cité de  Berwick elle-même et de la région alentour. La conquête de l'Annandale est plus longue et elle est seulement achevée avec la prise du château de Lochmaben le 5 février 1384. Ces actions militaires des décennies 1370 et 1380 ne constituent pas moins que la récupération des zones frontière disputées. Le comte de March s'est aussi engagé dans des entreprises plus larges, nationales et aussi personnelles. La guerre anglo-française qui recommence en 1369 est globalement défavorable aux anglais et s'accompagne pendant une vingtaine d'années de crises parfois sanglantes dans le gouvernement et la société anglaise. Ces circonstances sont mises à profit par Georges II Dunbar et les autres nobles écossais.

## Intrigues et défection
Malgré cette carrière extrêmement active dans les conflits frontaliers avec l'Angleterre et comme diplomate le comte de March adopte souvent une position en retrait sur la scène de la politique intérieure du royaume. Au cours des dernières années du règne de David II d'Écosse le comte et son frère John Dunbar comte de Moray sont en grande  faveur auprès du roi, en partie du fait, que depuis au moins 1369 leur sœur  Agnès est devenue la maitresse du souverain. Lors de l'accession au trôner de Robert II d'Écosse en 1371 Georges Dunbar ne semble pas avoir pâti de sa proximité avec le régime précédent ; avec John Dunbar, ils sont parmi les partisans du nouveau roi lors des obscures manœuvres du clan Douglas qui précèdent son couronnement.
Par la suite les rapports du comte et du pouvoir royal se distendent mais on ne décèle pas de trace d'hostilité. Sur le long terme le comte est en bons termes avec Robert Stuart le second fils du roi Robert II, qui deviendra ensuite duc d'Albany et Gardien de l'Écosse. Dans les décennies  1370 et 1380 il collabore de façon heureuse particulièrement sur le plan militaire  avec les autres magnats du sud de l'Écosse et en prend le commandement en 1388 après la bataille d'Otterburn. Pendant la décennie 1390, cependant, il assume de nouveau une place importante dans la politique nationale. Cette reprise de son influence à partir de 1395 est liée à la relation entretenue par sa fille, Élisabeth, et l'héritier présomptif du trône David Stuart, comte de Carrick. Leur union non validée préalablement par le Saint-Siège rencontre l'opposition du roi Robert III d'Écosse, dont les relations avec le comte de March s'étaient sans doute rafraîchies, et qui s'empare du château de Dunbar, la principale forteresse du comte et le siège de ses états à l'automne 1396, dans le but de s'opposer à l'union de son fils avec Élisabeth Dunbar. Le couple est contraint de se séparer, mais le comte Georges espère encore que le mariage projeté se réalisera
Le comte de March devient furieux quand David Stuart, désormais duc de Rothesay, renonce à Élisabeth en 1400 pour Marie Douglas, une fille du vieil Archibald Douglas le Hideux, 3e comte de Douglas, et sœur d'Archibald, Maître de Douglas qui devient le 4e comte en 1402 et qui est son grand rival politique et militaire depuis plusieurs années. Georges II Dunbar répond au déshonneur de sa famille en faisant appel au nouveau roi, Henri IV d'Angleterre. La défection subséquente du comte et son allégeance à l'Angleterre sont liées à la politique du pouvoir royal qui cherche à accroître son autorité en Écosse. Toutefois c'est le point de vue de Georges Dunbar, cherchant à laver son honneur outragé, qui est retenu par les sources contemporaines. Un homme soucieux de son pouvoir régional en prenant une part réduite à la politique nationale est amené à prendre des positions éloignées de froids calculs politiques dont le résultat sera finalement désastreux pour sa famille.

## Au service du roi d'Angleterre
Le 28 juin 1401, Henri IV accorde par lettre patente à « George de Dunbarre comte de la Marche d'Écosse et à son épouse Christiane » la seigneurie de  Somerton dans le Lincolnshire, ainsi qu'a leurs héritiers qui doivent rendre l'hommage et le service armé. Le même jour le roi Henri IV fait don à  « George de Dunbarre » de  £ 100 sterling per annum  par faveur spéciale et en octobre pour les dépenses occasionnées en venant du nord  £25 9s 7d ; ainsi qu'à son épouse « Cristiane countess of Dunbarre » de £40 19s 3d  pour elle-même et ses héritiers
La même année, il commence ses incursions en Écosse et le 22 juin 1402 il est victorieux à Nesbit d'une petite troupe écossaise qui effectue un raid. Le 14 septembre suivant, lors de la bataille de Homildon Hill, il combat de nouveau aux côtés des Anglais lorsque Murdoch Stuart, le fils du Gardien de l'Écosse et Archibal 4e comte de Douglas sont capturés. À l'été 1403, Henri Percy, dit Hotspur, se déclare en révolte ouverte contre le roi Henri IV et se soulève à Chester. Une contre attaque est rapidement organisée par le fils du roi le jeune prince de Galles Henri et lors de la bataille de Shrewsbury le 21 juillet 1403, Georges Dunbar combat de nouveau pour Henri IV pour cette victoire royale où Hotspur est tué et Archibald Dougas capturé une seconde fois, ce qui met fin à la révolte. La famille de Dunbar rencontre toutefois l'hostilité dans le nord de l'Angleterre où le sentiment national continue à voir en lui un Écossais, particulièrement après la mort de Hotspur le fils et homonyme du duc.
En 1407, sept ans après son ralliement au roi d'Angleterre, un groupe de 80 des suivants de Georges II Dunbar occupe et met à sac le village de Navenby dans Lincolnshire .

## Retour en Écosse
La famille de Georges II Dunbar semble avoir été dans une situation financière désespérée en Angleterre comme le montre leurs nombreux appels à des aides. Finalement par la médiation de Sir Walter Haliburton de Dirleton, une réconciliation intervient avec le clan Douglas en 1408, et Georges II obtient de revenir en Écosse l'année suivante. C'est désormais un homme âgé d'environ 70 ans qui reprend possession de son comté de March alors que la seigneurie d' Annandale est définitivement perdue. Son expérience militaire continue toutefois d'être appréciée et les années suivantes il est consulté par le Régent duc d'Albany qui doit faire à la menace que représente le seigneur des Îles. En 1411 il est encore l'un de négociateurs écossais de la trêve avec l'Angleterre. Il tombe ensuite dans une relative obscurité et il serait mort en 1420, et est inhumé dans la collégiale de Dunbar.

## Union et postérité
Georges II Dunbar épouse vers 1360 Christiane (morte après 1418) qui est vraisemblablement une fille de Sir William Seton ils ont 8 enfants.
- Georges II de Dunbar, 11e comte de March
- Columba de Dunbar, évêque de Moray
- Sir Gavin de Dunbar de Cumnock
- Sir Patrick de Dunbar, qui prend le château de Fast en 1410
- Janet, épouse de Sir John Seton de Seton, chevalier, (mort en 1441)
- Marjory, épouse de Sir John Swinton, 15e d'Ilk, tué à la bataille de  Verneuil en, France, en 1424.
- Sir David de Dunbar de Cockburn
- Elisabeth Dunbar mariée en 1396 à David Stuart comte de Carrick héritier présomptif du trône d'Écosse union rompue en 1400.

## Sources
- (en) Alaster J. Macdonald   « George, ninth earl of Dunbar or of March (c.1336–1416x23), », Oxford Dictionary of National Biography, Oxford University Press, 2004
- (en) Stephen Boardman The early Stewart Kings. Robert II and Robert III 1371-1406. John Donald, (Edinburgh 2007)  (ISBN 9781904607687).